# Chelostoma lucens
Chelostoma lucens är en biart som först beskrevs av Raymond Benoist 1928.  Chelostoma lucens ingår i släktet blomsovarbin, och familjen buksamlarbin. Inga underarter finns listade i Catalogue of Life.